# الدوري الشمالي الممتاز 2003–04
الدوري الشمالي الممتاز 2003–04 هو موسم من دوري الشمال الممتاز ‏. فاز فيه Hucknall Town F.C. ‏.